# Александров, Владимир Васильевич
Влади́мир Васи́льевич Алекса́ндров (род. 21 августа 1941, Коломна, Московская область) — советский и российский учёный-механик.

## Биография
Александров Владимир Васильевич родился 21 августа 1941 г. в городе Коломна Московской области в семье работника Коломенского паровозостроительного завода. Среднюю школу окончил в городе Коломна с золотой медалью.
Окончил механико-математический факультет МГУ по отделению механики (1964). Научный руководитель — И. Т. Борисёнок. Работал на кафедре прикладной механики мехмата МГУ (в 1993 году её название изменено на «кафедра прикладной механики и управления»). В 1969 году защитил диссертацию на соискание учёной степени кандидата физико-математических наук (тема — «задача Б. В. Булгакова о накоплении возмущений»), а в 1988 году — диссертацию на соискание учёной степени доктора физико-математических наук. В 1993 году избран профессором кафедры прикладной механики и управления.
В 1991 году на мехмате МГУ в составе Отдела прикладных исследований по математике и механике (руководитель — академик РАН В. А. Садовничий) была создана лаборатория математического обеспечения имитационных динамических систем (МОИДС). Её научным руководителем стал В. В. Александров, являясь при этом одновременно заместителем руководителя Отдела прикладных исследований.
Сотрудниками лаборатории МОИДС и кафедры прикладной механики и управления мехмата МГУ была разработана методика динамической имитации аэрокосмического полёта вместе с соответствующим программным обеспечением. Практическая реализация данной методики позволила впервые в мировой практике подготовки космонавтов осуществить сквозное моделирование аэрокосмического полёта на центрифуге с управляемым кардановым подвесом, и в настоящее время все командиры экипажей Международной космической станции проходят в Центре подготовки космонавтов имени Ю. А. Гагарина тестирование на тренажёре ЦФ-18, использующем указанное программное обеспечение.
В мае 1994 года на базе факультета фундаментальной медицины и механико-математического факультета МГУ создан Центр наукоёмких технологий в медицине; профессор В. В. Александров стал директором Центра.
В 2003 году после кончины академика РАН А. Ю. Ишлинского В. В. Александров стал заведующим кафедрой прикладной механики и управления мехмата МГУ.
Для студентов отделения механики мехмата МГУ В. В. Александров читает курс лекций «Механика управляемых систем» и специальные курсы: «Экстремальные задачи в механике управляемых систем», «Гарантированное управление и тестирование»; для аспирантов кафедры прикладной механики и управления он совместно с Н. А. Парусниковым читает обязательный спецкурс «Оптимальное управление и оценивание», в котором рассматриваются современные методы управления сложными механическими системами. Осуществляет руководство двумя научно-исследовательскими семинарами — «Управление и оптимизация в механических системах» и «Билинейные задачи в механике управляемых систем». Является также научным руководителем магистерской программы «Навигация и управление в космосе и на Земле. Математические методы и алгоритмы» в рамках направления «Механика и математическое моделирование».
Помимо преподавательской и научной работы, выполнял также научно-организационную работу: в 1986—1996 годах — заместитель декана механико-математического факультета МГУ по научной работе, в 1996—2001 годах — проректор МГУ. Член-корреспондент Академии технологических наук РФ с 1992 года.

## Научная деятельность
К сфере научных интересов В. В. Александрова относятся теория управления, имитационное моделирование, анализ динамических систем с функциональными включениями, абсолютная устойчивость динамических систем, бионавигация.
В теории динамических систем В. В. Александровым решены различные задачи о влиянии постоянно действующих возмущений, известных с точностью до функционального множества. В частности, он обобщил задачу Б. В. Булгакова о накоплении возмущений, рассмотрев случай накопления возмущений по нескольким координатам, и применил методы решения данной задачи при исследовании устойчивости нестационарных систем; поставил и решил обратную задачу о максимальном отклонении; получил достаточные условия абсолютной устойчивости линейных многомерных параметрически возмущаемых систем, а в одномерном случае — необходимые и достаточные условия. Позже данные исследования получили своё продолжение в разработке В. В. Александровым и его учениками минимаксной методики робастной стабилизации и максиминного тестирования точности такой стабилизации.
Ещё одним направлением научной деятельности В. В. Александрова стало имитационное моделирование управляемого движения. Поводом для занятий данной тематикой стало обращение в 1977 году к руководству МГУ организаций, вовлечённых в работы по созданию многоразового транспортного космического корабля «Буран», с просьбой разработать специальное математическое обеспечение для системы управления имитационным динамическим стендом, смонтированным в Центре подготовки космонавтов имени Ю. А. Гагарина (ЦПК). Стенд включал центрифугу с установленной на ней в кардановом подвесе герметичной кабиной для тренирующихся космонавтов. После этого обращения был создан объединённый коллектив из сотрудников МГУ, ЦПК и НПО «Молния» во главе с В. А. Садовничим, первыми помощниками которого стали В. В. Александров и доктор медицинских наук Л. И. Воронин. В основу разработки легла идея академика А. Ю. Ишлинского о возможности заменить силы, действующие на механорецепторы человека в реальном полёте, силами другой природы, которые оказывали бы аналогичное влияние на механорецепторы пилота, сидящего в кабине центрифуги. 
В ходе практической реализации данной идеи было создано новое направление прикладной математики и механики — теория динамической имитации управляемых движений, а предложенный В. В. Александровым композиционный способ построения имитирующих движений позволил создать цифровую систему управления движением динамического стенда. Разработанные алгоритмы динамической имитации аэрокосмического полёта успешно прошли экспертизу в ходе экспериментов с семью космонавтами и семью кандидатами в космонавты и были включены в штатное обеспечение тренажёрного комплекса ЦФ-18. Позднее тематика исследований В. В. Александрова в области имитационного моделирования была расширена: были созданы и исследованы модели регуляции систем кровяного давления человека и систем его ориентации в пространстве, разработаны методы, позволяющие тестировать качество стабилизации имитирующих движений динамического стенда.
В. В. Александров — автор более 70 опубликованных книг и статей. Под его научным руководством защищено 22 кандидатские диссертации, в том числе 2 на Кубе и 3 в Мексике.

## Награды и звания
- Медаль ордена «За заслуги перед Отечеством» II степени (2024)[17]
- Лауреат Государственной премии СССР (1989) — за работы в области динамической имитации аэрокосмических полётов (в составе авторского коллектива)[18][19]
- Лауреат Государственной премии РФ (2002) — за работу «Управление движением в условиях микрогравитации и гарантированный анализ точности визуальной стабилизации космическими объектами» (в составе авторского коллектива)[20]
- Награждён юбилейной медалью имени лётчика-космонавта СССР Ю. A. Гагарина[3]

В. В. Александрову присвоено почётное звание «Заслуженный работник высшей школы РФ» (2005). Он удостоен звания «Заслуженный профессор Московского университета» (2008).

## Интересные факты
- В. В. Александров является соавтором эмблемы механико-математического факультета МГУ «Интеграл и лист Мёбиуса»[3]. Полем этой эмблемы является доска 7х7. Вариант шахматной доски 8х8 был отвергнут авторами, поскольку заведующий отделением математики академик П. С. Александров обещал кару студентам, слишком много играющим в шахматы.
- В. В. Александров был научным консультантом научно-фантастического фильма «Лист Мёбиуса», в начале которого звучит его интервью.

## Публикации

### Отдельные издания
- Потапов М. К., Александров В. В., Пасиченко П. И. . Лекции по алгебре и элементарным функциям. — М.: Изд-во Моск. ун-та, 1978. — 384 с.
- Потапов М. К., Александров В. В., Пасиченко П. И. . Алгебра и анализ элементарных функций. — М.: Наука, 1980. — 559 с.  (1986 г. — испанский перевод, 1987 г. — английский перевод).
- Александров В. В., Садовничий В. А., Чугунов О. Д. . Математические задачи динамической имитации полёта. — М.: Изд-во Моск. ун-та, 1986. — 181 с.
- Александров В. В., Гомес А., Кастро А. . Математическое моделирование управляемых динамических систем. — Гавана: Изд-во Гаванского ун-та, 1990.  (на испанском языке).
- Александров В. В., Злочевский С. И., Лемак С. С., Парусников Н. А. . Введение в динамику управляемых систем. — М.: Изд-во мех.-мат. ф-та МГУ, 1993. — 181 с.
- Александров В. В., Воронин Л. И., Глазков Ю. Н., Ишлинский А. Ю., Садовничий В. А. . Математические задачи имитации аэрокосмических полётов. — М.: Изд-во Моск. ун-та, 1995. — 160 с. — ISBN 5-211-03336-1.
- Александров В. В., Болтянский В. Г., Лемак С. С., Парусников Н. А., Тихомиров В. М. . Оптимизация динамики управляемых систем. — М.: Изд-во Моск. ун-та, 2000. — 304 с. — ISBN 5-211-04267-0.
- Александров В. В., Болтянский В. Г., Лемак С. С., Парусников Н. А., Тихомиров В. М. . Оптимальное управление движением. — М.: Физматлит, 2005. — 376 с. — ISBN 5-9221-0401-2.
- Александров В. В., Лемак С. С., Парусников Н. А. . Лекции по механике управляемых систем. — М.: МАКС Пресс, 2012. — 237 с. — ISBN 978-5-317-03976-9.

### Некоторые статьи

#### Анализ динамических систем
- Александров В. В.  О накоплении возмущений в линейных системах по двум координатам // Вестник МГУ. Сер. 1. Математика,  механика. — 1968. — № 3. — С. 67—76.
- Александров В. В.  К задаче Булгакова о накоплении возмущений // Доклады АН СССР. Сер. Кибернетика и теория регулирования. — 1969. — Т. 186, № 3. — С. 526—528.
- Александров В. В., Жермоленко В. Н.  Об абсолютной устойчивости систем второго порядка // Вестник МГУ. Сер. 1. Математика,  механика. — 1972. — № 5. — С. 102—110.
- Александров В. В., Жермоленко В. Н.  Критерий абсолютной устойчивости систем третьего порядка // Доклады АН СССР. — 1975. — Т. 222, № 2. — С. 309—311.
- Александров В. В., Жермоленко В. Н.  Абсолютная устойчивость параметрически возмущаемых систем третьего порядка // Автоматика и телемеханика. — 2009. — Т. 70, вып. 8. — С. 19—39.

#### Оптимизация управляемых систем
- Александров В. В.  Тестирование качества стабилизации нестационарных движений // Вестник МГУ. Сер. 1. Математика, механика. — 1997. — № 3. — С. 51—54.
- Александров В. В., Жермоленко В. Н.  Минимаксная стабилизация параметрически возмущаемой колебательной системы // Вестник МГУ. Сер. 1. Математика, механика. — 1998. — № 6. — С. 40—43.
- Александров В. В., Герра Л., Калёнова И. Н., Трифонова А. Н.  Минимаксная стабилизация и максиминное тестирование // Вестник МГУ. Сер. 1. Математика, механика. — 1999. — № 5. — С. 58—65.
- Александров В. В., Лемак С. С., Вера Мендоза Д.  Тестирование точности магнитной стабилизации малых спутников // Вестник МГУ. Сер. 1. Математика,  механика. — 1999. — № 5. — С. 66—73.
- Александров В. В., Лемак С. С., Садовничий В. А.  Тестирование точности стабилизации стохастических управляемых систем // Дифференциальные уравнения. — 1999. — Т. 35, № 5. — С. 673—681.
- Александров В. В., Локшин Б. Я., Гомес-Эспарса Л., Саласар-Ибаргуэн У.  Стабилизация управляемой платформы при наличии ветровых возмущений // Фундаментальная и прикладная математика. — 2005. — Т. 11, вып. 7. — С. 97—115.

#### Теория динамической имитации
- Александров В. В.  Об имитации кажущегося ускорения // Доклады АН СССР. — 1980. — Т. 256, № 2. — С. 314—317.
- Александров В. В.  Абсолютная устойчивость имитационных динамических систем в первом приближении // Доклады АН СССР. — 1989. — Т. 299, № 2. — С. 296—301.
- Садовничий В. А., Александров В. В.  Динамическая имитация аэрокосмических полётов // Математическое моделирование. — 1994. — Т. 6, вып. 6. — С. 5—8.
- Садовничий В. А., Александров В. В., Александрова Т. Б., Астахова Т. Г., Мамасуева Ю. О., Воронин Л. И., Мамасуев А. В.  Математическое моделирование физиологических систем и динамическая имитация сенсорного конфликта невесомости // Фундаментальная и прикладная математика. — 1997. — Т. 3, вып. 1. — С. 129—147.
- Садовничий В. А., Александров В. В., Александрова Т. Б., Лемак С. С., Шкель А. М.  Вестибулярная функция в экстремальных условиях персональной навигации и её коррекция // Вестник МГУ. Сер. 1. Математика, механика. — 2003. — № 4. — С. 25—35.
- Садовничий В. А., Александров В. В., Сото Э., Александрова Т. Б., Астахова Т. Г., Вега Р., Куликовская Н. В., Курилов В. И., Мигунов С. С., Шуленина Н. Э.  Математическая модель канало-отолитовой реакции на поворот вестибулярного аппарата в гравитационном поле // Фундаментальная и прикладная математика. — 2005. — Т. 11, вып. 7. — С. 207—220.
- Садовничий В. А., Александров В. В., Лемак С. С., Поздняков С. С.  Тестирование точности управления устройством спасения космонавта // Фундаментальная и прикладная математика. — 2005. — Т. 11, вып. 8. — С. 165—174.